# Pittsburg (Kentucky)
Pittsburg è una comunità non incorporata della contea di Laurel, nel Kentucky. Deve il suo nome all'omonima città della Pennsylvania. Il primo ufficio postale nella località fu creato nel 1882.